# Infierno, canto vigesimosegundo

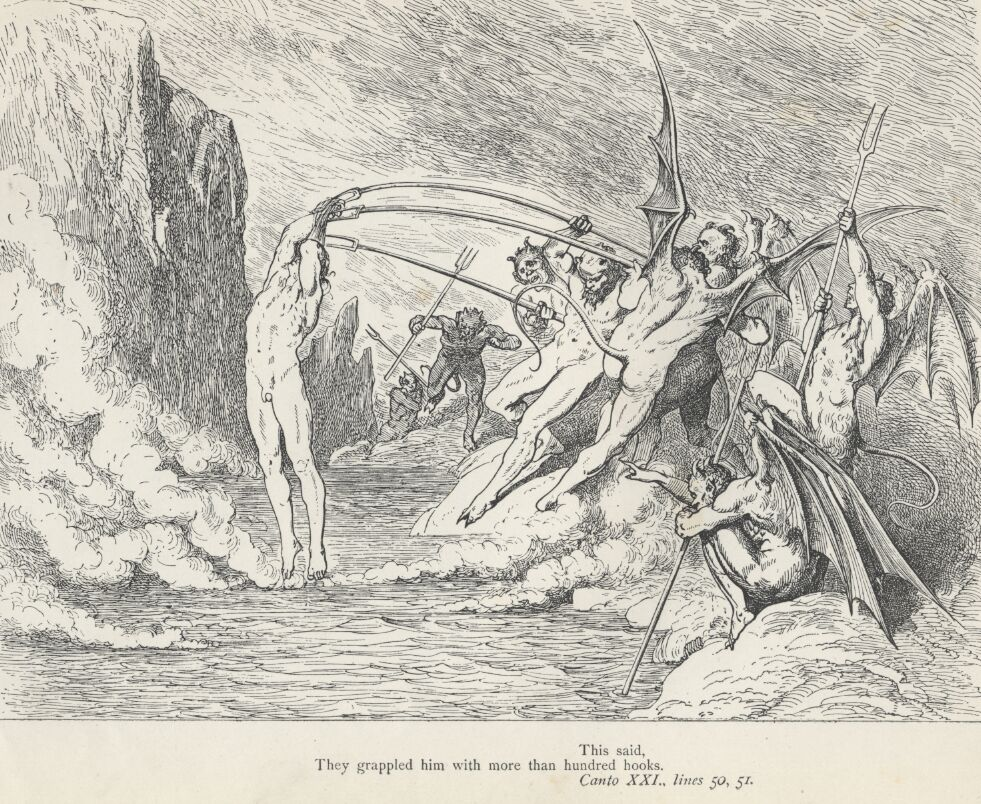
Ciampolo de Navarra, ilustración de Gustave Doré

El canto vigesimosegundo del Infierno de Dante Alighieri se sitúa en la quinta fosa del octavo círculo, donde son castigados los malversadores. Estamos en la mañana del 9 de abril de 1300 (Sábado Santo), o según otros comentadores del 26 de marzo de 1300.
Está estrechamente ligado al precedente, del cual constituye el "segundo acto" de la comedia de los diablos de la fosa de los estafadores.

## Incipit
Canto XXII, nel quale abomina quelli di Sardigna e tratta alcuna cosa de la sagacitade de' barattieri in persona d'uno navarrese, e de' barattieri medesimi questo canta.

## Análisis del canto

### Diablos y estafadores - versos 1-30

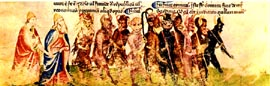
Anónimo pisano, Dante y Virgilio precedidos por diez demonios (1345).

El canto inicia uniéndose directamente al precedente y explica con una amplia similitud el sonido de la cola del diablo hecho trompeta. Dante habla con riqueza de detalles de sus propios eventos biográficos, en los cuales pudo ver todo tipo de operaciones militares y todas las señas que las caracterizan (la marcha, el asalto, la resignación, la retirada, las incursiones a caballo, los torneos con equipo o en solitario con ruidos de trombas, campanas, tamburos, señales visibles desde castillos, cosas a la italiana y cosas a la "extranjera", ni peatones, ni barcos que siguiesen señales de tierra o de estrellas), pero nunca uno así de extraño como este con el cual los diablos se ponen en marcha (es decir la flatulencia de su comandante). Esta paréntesis, donde Dante finge de ser un poco estupefacto y un poco sabelotodo, es un claro ejemplo del estilo cómico del texto de los estafadores: él usa palabras marciales y magnilocuentes para poner un divertissement basado en la parodia.
Notable también es, al inicio del canto, la acumulación de referencias militares que se refieren a episodios autobiográficos: Dante menciona la batalla de Campaldino, que fue seguida por el asedio de Caprona citado en el canto precedente. Esta expedición florentina del 1289 se trata de la única experiencia militar que Dante tuvo (según se sabe con certeza).
Dante y Virgilio entonces están caminando en compañía de diez demonios ("los Malebranche") a través de la orilla de la fosa, pero el peregrino no está asustado o atónito (como por ejemplo sobre la formación de Gerión), es más, no le viene en mente sino un proverbio (vv. 14-15), como a querer decir que a cada lugar se adecua una compañía en "sintonía" y que estando en el Infierno se debe resignar a pasear con diablos.
Como fue dicho por su líder Malacoda, los demonios deben patrullar la brea hirviente, para controlar que ningún condenado se salga. También Dante viendo la brea ve los condenados que salen con la espalda, como los delfines, o con la cabeza, como las ranas (notar la continua referencia a similitudes animalescas, indicador de la bestilidad de estos condenados - Dante estaba particularmente adverso a los pecadores relacionados con el dinero - y del estilo cómico), las cuales se aparecen del agua sobre los estanques, pero apenas ven una serpiente se hunden de nuevo. Así hacían los condenados, siempre listos a burlarse de los diablos en un continuo juego de astucias contrapuestas, diametralmente opuestas, por ejemplo, al episodio de los centauros (Canto XII), donde ningún condenado parece soñar en lo más mínimo la idea de salir de la sangre hirviente del Flegetonte.

### Ciampolo de Navarra - vv. 31-90

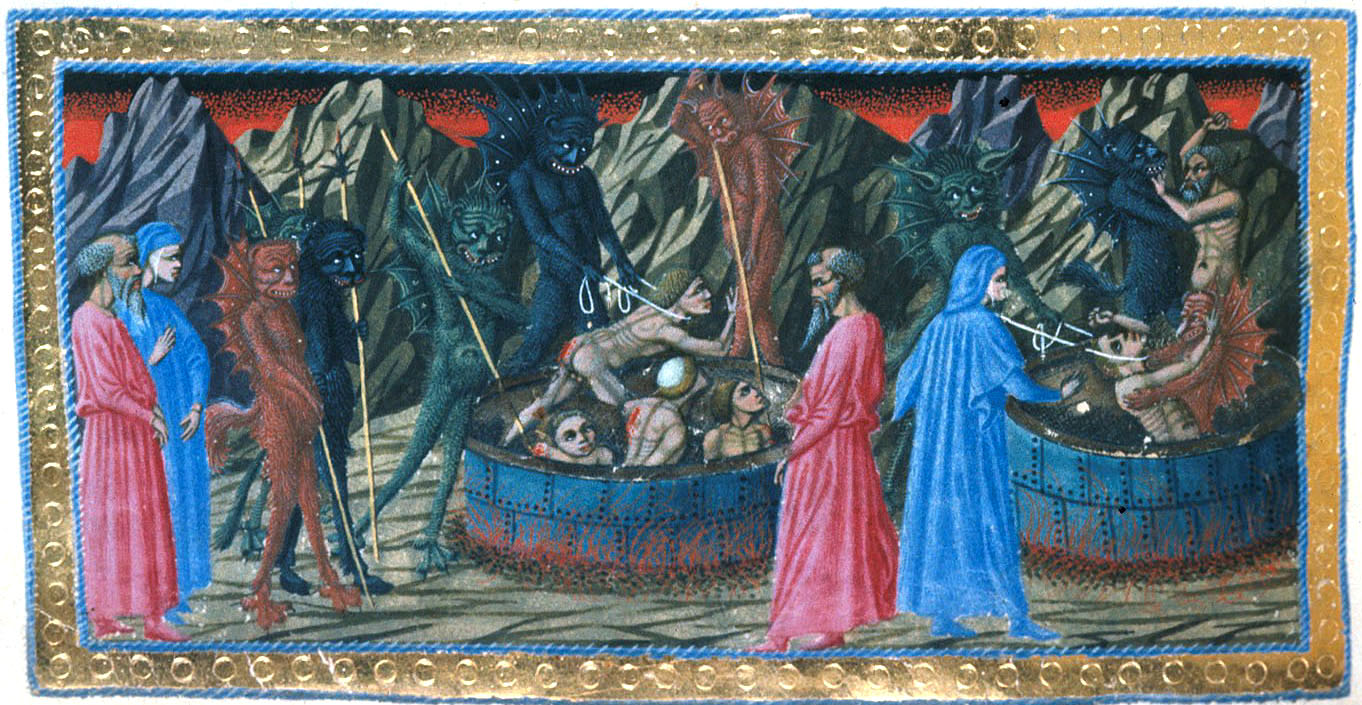
Canto XXII, Priamo della Quercia, miniatura del.

Entonces los estafadores apenas ven la sombra de los diablos se vuelven a hundir, pero uno de ellos (y Dante al repensar mientras escribe se estremece todavía), siempre como hacen a veces las ranas, es demasiado lento a hundirse y viene sostenido por Graffiacane, el diablo más cercano, que lo toma de los cabellos, y lo tira hacia arriba como se pesca una nutria.
Dante, con su extrema precisión, dice que se acuerda de todos los nombres de los diablos porque los sintió llamar a uno por uno. Los diablos están gritando "Eh Rubicante! ¡Muévete y plántale el garfio en la espalda, y desuéllalo!" pero Virgilio, por pedido de Dante, pide que antes el condenado diga quien es presentándose.
Él responde que es nativo de Navarra y que su madre lo puso al servicio de un señor, siendo su padre ya muerto por haber destruido a sí mismo y a sus cosas (suicidio y derrochador). Entró después en la familia (entendida aquí como conjunto de siervos) del rey Tebaldo (Thibaut II de Navarra o Thibaut V de Champagne) con el cual cumple el pecado de estafador por el cual es castigado. Los comentadores antiguos dieron a esta figura el nombre de Ciampolo de Navarra (quizás una contracción de Giampaolo o del francés Jean Paul), pero las noticias históricas están limitadas al texto dantesco.

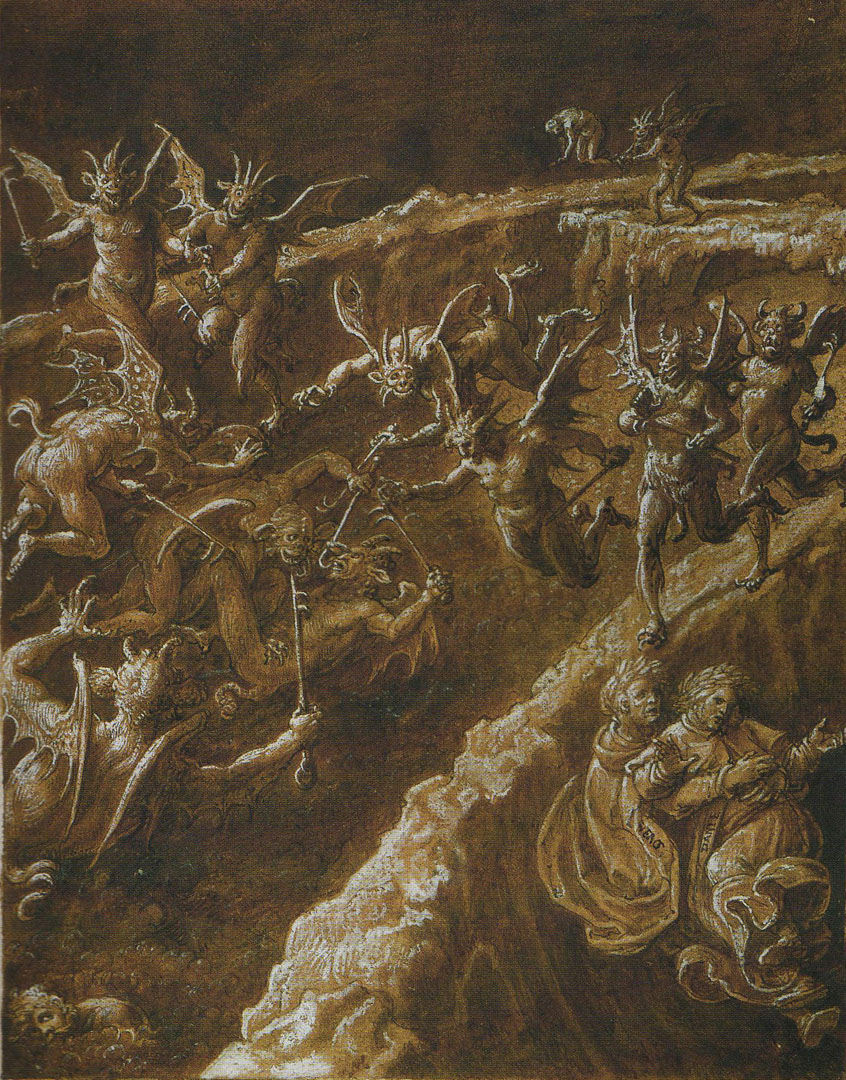
Canto 22, Giovanni Stradano, 1587

Ciriatto entonces, el diablo que se asemeja a un puerco en el nombre y en el hecho, hizo sentir al condenado como uno de sus colmillos, que le salía a los dos lados de la boca, lastimase. Dante no está asustado, sino más bien curioso de este topo que terminó entre malos gatos. Barbariccia, que es el "sargento" de esta tropa, entonces lo "encerró en los brazos",¿a Ciriatto o a Ciampolo?, más probablemente al condenado, ¿y cuál es el gesto exactamente? Si de la escena sucesiva parece improbable que lo tuviese abrazado, quizás entonces se podría entender como él se haya solo entrepuesto entre los dos para contener a los diablos, quizás alargando los brazos. Siempre Barbariccia dice después "Quedaos allí, mientras lo ensarto" es decir quiere excluir a los demás diablos del placer de la tortura del condenado.
Dante y Virgilio parecen estar del lado del condenado (una concepción extraordinaria dado el juicio divino que castiga a los condenados, pero en sintonía con lo atípico de esta situación). Entonces le dirigen otra pregunta atrasando de esta forma el suplicio: "Dime pues, de otros reos ¿Conoces a alguno que sea latino bajo la brea?." El condenado responde que allí cerca a él había hasta hace poco un "vecino" de Italia, de Cerdeña, y que mucho querría volver cercano a él bajo la brea sin miedo ni de uñas ni de arpón. 
En este ritmo del episodio, el discurso de Ciampolo es de nuevo interrumpido por los diablos. Libicocco, que tiembla de impaciencia para usar el arpón dice lacónicamente "¡Muchos hemos sufrido!" y le saca un pedazo de brazo con el arpón. Draghignazzo entonces al ver la sangre se exalta y se abalanza sobre las piernas del condenado, pero es suficiente con la mirada de su líder para frenarlos. Pero las heridas no son horribles y no dan dolor al desgraciado, el cual las mira, pero retorna a hablar, estimulado por Virgilio.
El condenado del cual hablaba era fray Gomita, de Gallura, receptáculo de fraudes, que trató a los enemigos del señor de forma que todos tuvieron beneficio (él y los otros, se entiende).  Con él también está Michele Zanche de Logudoro, y sus dos lenguas no se cansan nunca de hablar de la Cerdeña.

### Engaño de Ciampolo y pelea de los diablos - vv. 91-151

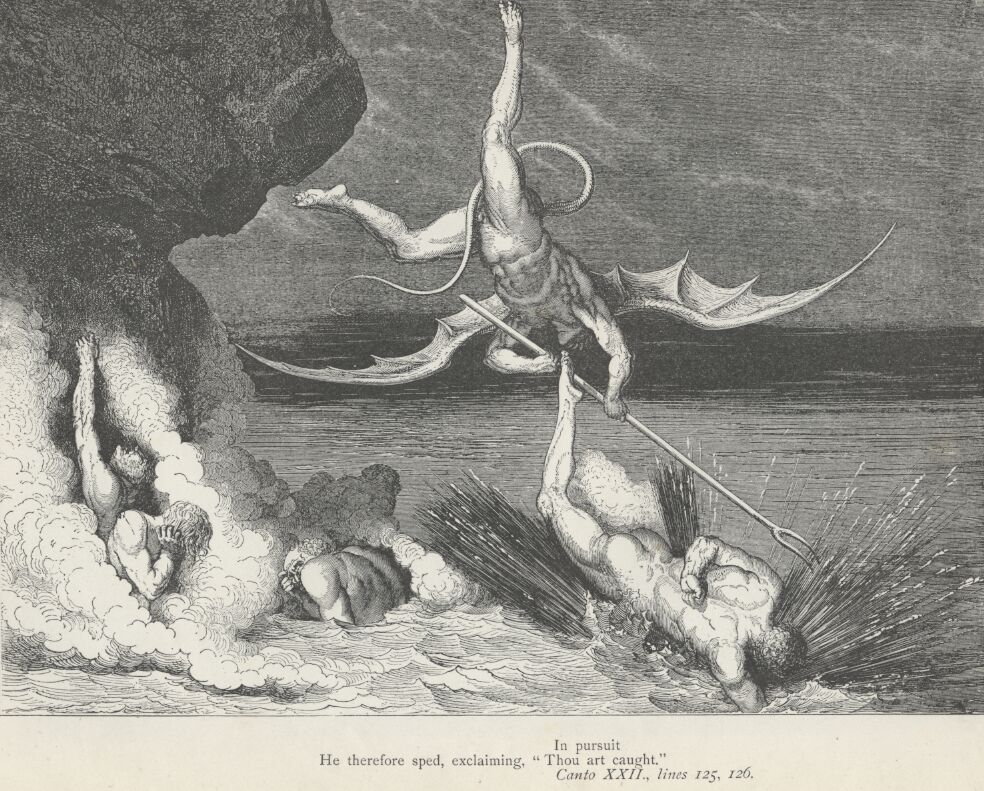
Alichino persigue Ciampolo de Navarra, ilustración de Gustave Doré.

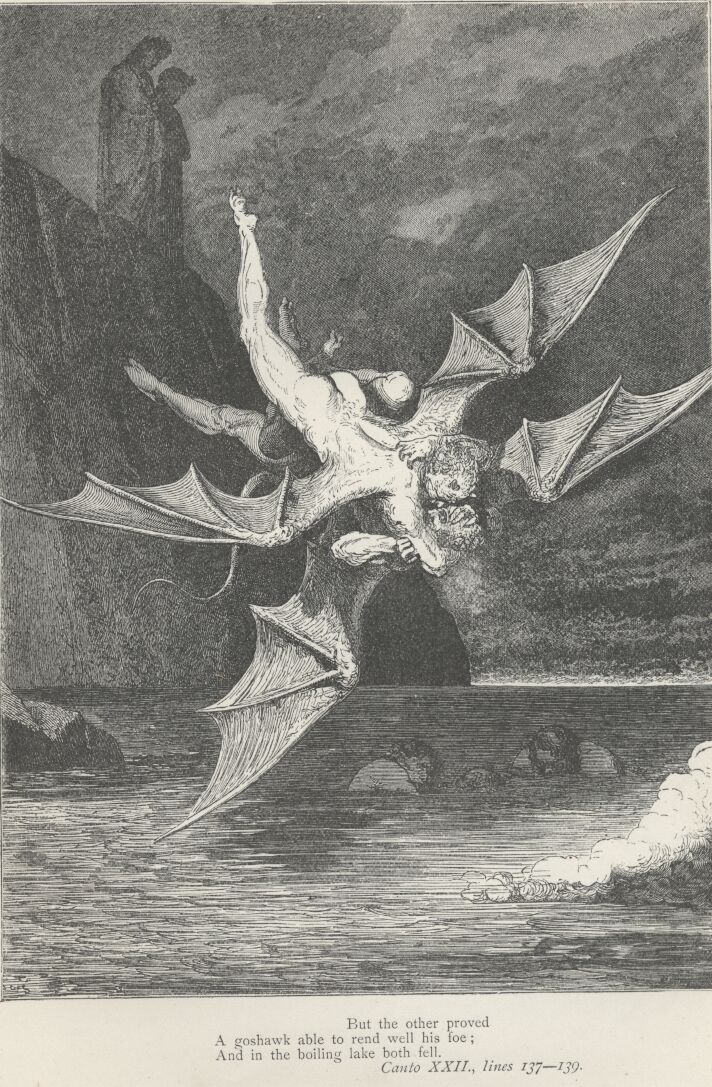
Pelea de los diablos, ilustración de Gustave Doré.

Al ver a los diablos amenazarlo siempre más cerca, Ciampolo se calla. Farfarello, con los ojos desorbitados a la espera de lastimar dice "¡Quédate a un lado, pájaro malvado!". Ciampolo entonces propone un pacto de intercambio: si ellos (Dante y Virgilio) quieren ver a otros coetáneos toscanos y lombardos, él los puede llamar si los Malebranche se retiran un poco, así ellos no temen sus sombras. Bastará que él haga una señal convenida y varios (siete con valor indeterminado) saldrán afuera.
A lo cual Cagnazzo levanta la cabeza y lo acusa de quererlos engañar para volver a la brea, pero Ciampolo responde de cumplir el engaño a costa de los otros condenados.
Alichino entonces, en contraste con los otros diablos, acepta primero su propuesta, amenazándolo de capturarlo si intenta tirarse en la brea (con sus alas será más rápido que un caballo galopando). Los diablos entonces convencidos por Alichino se retraen apenas detrás de la orilla, cubiertas también por la ligera pendiente de la Malebolge y el primero en hacerlo es Cagnazzo, aquel que había manifestado perplejidad, como a dar a entender su impaciencia por el juego o la audacia después de ser convencido: en todo caso es un realismo particular psicológico.
Todos están viendo, pero el Navarrese, estudiado el momento justo, se hunde en la brea burlándose de todos. Alichino salta enseguida a perseguirlo, pero debe hacer como el halcón que resale cuando el pato se esconde debajo del agua (más rápida de las alas fue el miedo). Todos están tomados por el remordimiento, pero más de todos Alichino y después de él Calcabrina, que había seguido el vuelo esperando que el condenado escapase para poder luchar. De hecho, apenas el estafador desaparece él dirige sus garras al compañero, que a su vez responde con sus garras. En la pelea ambos ruedan en la brea hirviente. El caldo se revela como maravillosamente pacificador porque los dos se separan enseguida, pero no logran levantarse en vuelo porque tienen las alas mojadas de brea, y deben ser tomados por los compañeros, a pensar de estar cocinado dentro la corteza. 
Aprovechando de la confusión, Dante y Virgilio se van.

## El estilo cómico
El canto, todavía más que el precedente, asume una forma dramática (en sentido técnico = teatral), acentuando el aspecto de "comedia": y de hecho Dante la define ludo, que en latín medioeval indica "representación dramática" (en francés antiguo jeu = "juego" se usa para designar dramas sagrados y profanos, como en el Jeu d'Adam "Drama de Adán"). Tema de este "espectáculo" es una competición de astucia entre diablos y estafadores, ambos fraudulentos por definición, pero que ambos terminan derrotados: los diablos pierdan la presa, el estafador no gana más que su pena, volviendo en la brea de la cual había salida al principio para encontrar un poco de refugio. La acción escénica está bien representada por el vivaz diálogo a más voces, en la cual se alternan Dante y Virgilio que hablan con el condenado por un lado, y los diablos por el otro, o por la pantomima final. El registro es cómico también en el lenguaje, en la ausencia de referencia a las fuentes clásicas, bien presenten en el resto de la Comedia, en las semejanzas de los pecadores con los animales (delfines, ranas, nutrias, ratas, patos): el episodio además de comparado con el canto sucesivo, se lo compara a la fábula esópica de la rana y el topo.